# Пятый тон (буква)
Ƽ, ƽ (пятый тон) — буква расширенной латиницы. Использовалась в смешанном чжуанском алфавите с 1957 по 1986 годы.

## Использование
Буква ƽ обозначала пятый тон ([˧˥] в МФА). В 1986 году была заменена на Q.

## Начертание
Начертание этой буквы похоже на цифру 5, от которой она и происходит.